# Invariante (física)
En física teórica, un invariante es un observable de un sistema físico que permanece sin cambios bajo algún tipo de transformación. La invariancia, como término más amplio, también se aplica a la ausencia de cambio de forma de una ley científica bajo una transformación, y tiene un alcance más cercano a su definición matemática. Los invariantes de un sistema están profundamente ligados a las simetrías impuestas por su entorno.
La invariancia es un concepto importante en la física teórica moderna y muchas teorías se expresan en términos de sus simetrías e invariantes.

## Ejemplos
Algunos ejemplos de invariancia en física son:
- Invarianza galileana
- Covariancia de Lorentz
- Simetría de Poincaré
- Principio de equivalencia de Einstein
- Invariancia de escala
- Invarianza de gauge
- Invarianza del isospín

## Campos de aplicación
En la mecánica clásica y cuántica, la invariancia del espacio bajo traslación da como resultado que el impulso y la cantidad de movimiento sean invariantes; mientras que la invariancia del origen del tiempo, es decir, la traslación en el tiempo, da como resultado que la energía y la conservación de la energía sean invariantes. En general, según el teorema de Noether, cualquier invariancia de un sistema físico bajo una simetría continua conduce a una ley de conservación fundamental.
En los cristales, la densidad de electrones es periódica e invariante con respecto a traslaciones discretas según vectores de celda unitaria. En muy pocos materiales, esta simetría se puede romper debido a la correlaciones de electrones mejoradas.
Otros ejemplos de invariantes físicos son la velocidad de la luz, y la carga y la masa de una partícula observada desde dos sistemas de referencia que se mueven entre sí (invariancia bajo una transformación de Lorentz espaciotemporal, y la invariancia de tiempo y aceleración bajo una transformación de Galileo entre dos marcos de este tipo que se mueven a baja velocidad.
Las cantidades pueden ser invariantes bajo algunas transformaciones comunes pero no bajo otras. Por ejemplo, la velocidad de una partícula es invariante cuando se cambian las representaciones de coordenadas rectangulares a curvilíneas, pero no es invariante cuando se transforma entre marcos de referencia que se mueven entre sí. Otras cantidades, como la velocidad de la luz, son siempre invariantes.
Se dice que las leyes físicas son invariantes ante las transformaciones cuando sus predicciones permanecen sin cambios. Esto generalmente significa que la forma de la ley (por ejemplo, el tipo de ecuaciones diferenciales utilizadas para describir la ley) no cambia con las transformaciones, de modo que no se obtienen soluciones adicionales o diferentes.

Por ejemplo, la regla que describe la fuerza de gravedad de Newton entre dos trozos de materia es la misma ya sea que estén en esta galaxia o en otra (simetría traslacional en el espacio). También es la misma hoy que hace un millón de años (invariancia traslacional en el tiempo). La ley no funciona de manera diferente dependiendo de si un trozo está al este o al norte del otro (invariancia rotacional). Tampoco es necesario cambiar la ley dependiendo de si se mide la fuerza entre los dos trozos en una estación de ferrocarril, o se hace el mismo experimento con los dos trozos en un tren en movimiento uniforme (principio de relatividad).
David Mermin: Ya era hora: comprender la relatividad de Einstein, Capítulo 1

La covarianza y la contravarianza generalizan las propiedades matemáticas de los invariantes en la matemática tensorial, y se usa con frecuencia en electromagnetismo, teoría de la relatividad especial y relatividad general.